# Oprea Păunescu
Oprea Păunescu (Bucarest, 6 de julio de 1936) es un deportista rumano que compitió en remo como timonel.
Ganó una medalla en el Campeonato Mundial de Remo de 1962 y tres medallas en el Campeonato Europeo de Remo entre 1959 y 1963.

## Palmarés internacional
| Campeonato Mundial | Campeonato Mundial     | Campeonato Mundial | Campeonato Mundial |
| Año                | Lugar                  | Medalla            | Prueba             |
| ------------------ | ---------------------- | ------------------ | ------------------ |
| 1962               | Lucerna (Suiza)        | Medalla de plata   | Dos con timonel    |
| Campeonato Europeo |                        |                    |                    |
| Año                | Lugar                  | Medalla            | Prueba             |
| 1959               | Mâcon (Francia)        | Medalla de bronce  | Dos con timonel    |
| 1961               | Praga (Checoslovaquia) | Medalla de plata   | Dos con timonel    |
| 1963               | Copenhague (Dinamarca) | Medalla de bronce  | Dos con timonel    |